# Halina Wittig

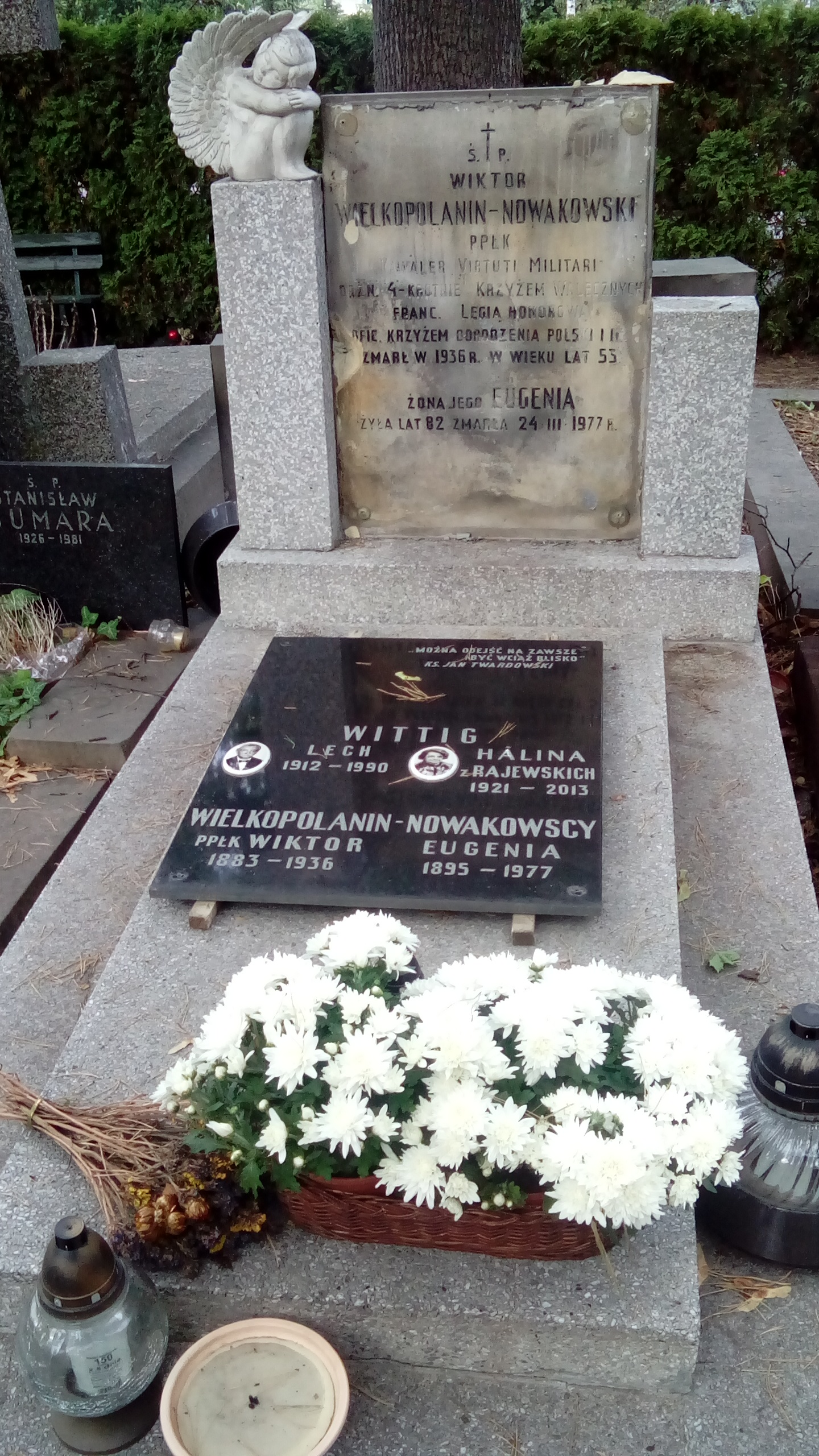
Grób Haliny Wittig na Cmentarzu Wojskowym na Powązkach

Halina Wittig, z domu Rajewska (ur. 24 maja 1921 w Poznaniu, zm. 4 kwietnia 2013 w Warszawie) – polska działaczka konspiracyjna w czasie II wojny światowej, łączniczka Armii Krajowej (AK), wyróżniona tytułem Sprawiedliwy Wśród Narodów Świata.

## Życiorys
Pochodziła z Poznania, była córką przemysłowca. Jako dziecko – wbrew woli matki, za to silnie wspierana przez ojca – trenowała łyżwiarstwo figurowe. W pierwszych zawodach wzięła udział w wieku lat 9. W roku 1936 zdobyła brązowy medal na Mistrzostwach Polski w Warszawie. Jej pasję odkryła wtedy szkoła, której się to nie spodobało, w konsekwencji czego matka zakazała jej dalszego uprawiania sportu.
W czasie okupacji niemieckiej początkowo przekazywała podziemiu informacje uzyskane od zakochanego w niej Niemca, na temat planowanych aresztowań. Następnie wyjechała do Warszawy, gdzie mieszkała z bratem działającym w konspiracji. W Warszawie spotykała dawnego kolegę, uciekiniera z niemieckiego obozu. Lecha Wittiga. Wkrótce został jej narzeczonym i oboje zaangażowali się w konspirację.
Razem wyjechali do Szczebrzeszyna, gdzie w ich domu mieściła się skrzynka kontaktowa oraz tajne połączenie z gettem. Zostali aresztowani podczas własnego wesela. Halina Wittig była torturowana na lubelskim zamku oraz Pawiaku w Warszawie. Po zwolnieniu Wittigowie mieszkali w Otwocku. W ich domu mieścił się schowek na pistolety automatyczne Błyskawica, a Lech Wittig zajmował się szkoleniem strzeleckim.
W swoim domu w Otwocku Wittigowie ukrywali trójkę Żydów zbiegłych z getta: Ryszarda Spielreina, Aleksandrę Spielrein i Marię Spielrein. W 1987 zostali za to uhonorowani tytułem Sprawiedliwy Wśród Narodów Świata.
Halina Wittig była jedną z bohaterek książki Łukasza Modelskiego – Dziewczyny wojenne – prawdziwe historie. Zmarła 4 kwietnia 2013 i została pochowana 11 kwietnia na Cmentarzu Wojskowym na Powązkach w Warszawie (kwatera A5-6-13).

## Tytuł i order
- Sprawiedliwy Wśród Narodów Świata (1987)
- Krzyż Komandorski Orderu Odrodzenia Polski (2009)